# Vitpyrola
Vitpyrola (Pyrola rotundifolia) är en flerårig ört.

## Svenskasynonymer
- Vintergröna
- Vanlig vitpyrola (ssp. rotundifolia)
- Norskpyrola
- Norsk pyrola (ssp. norvegica)
- Sandpyrola (ssp. maritima (Kenyon) E.F.Warb.)
- Rundbladig vitpyrola (ssp. maritima)

## Beskrivning

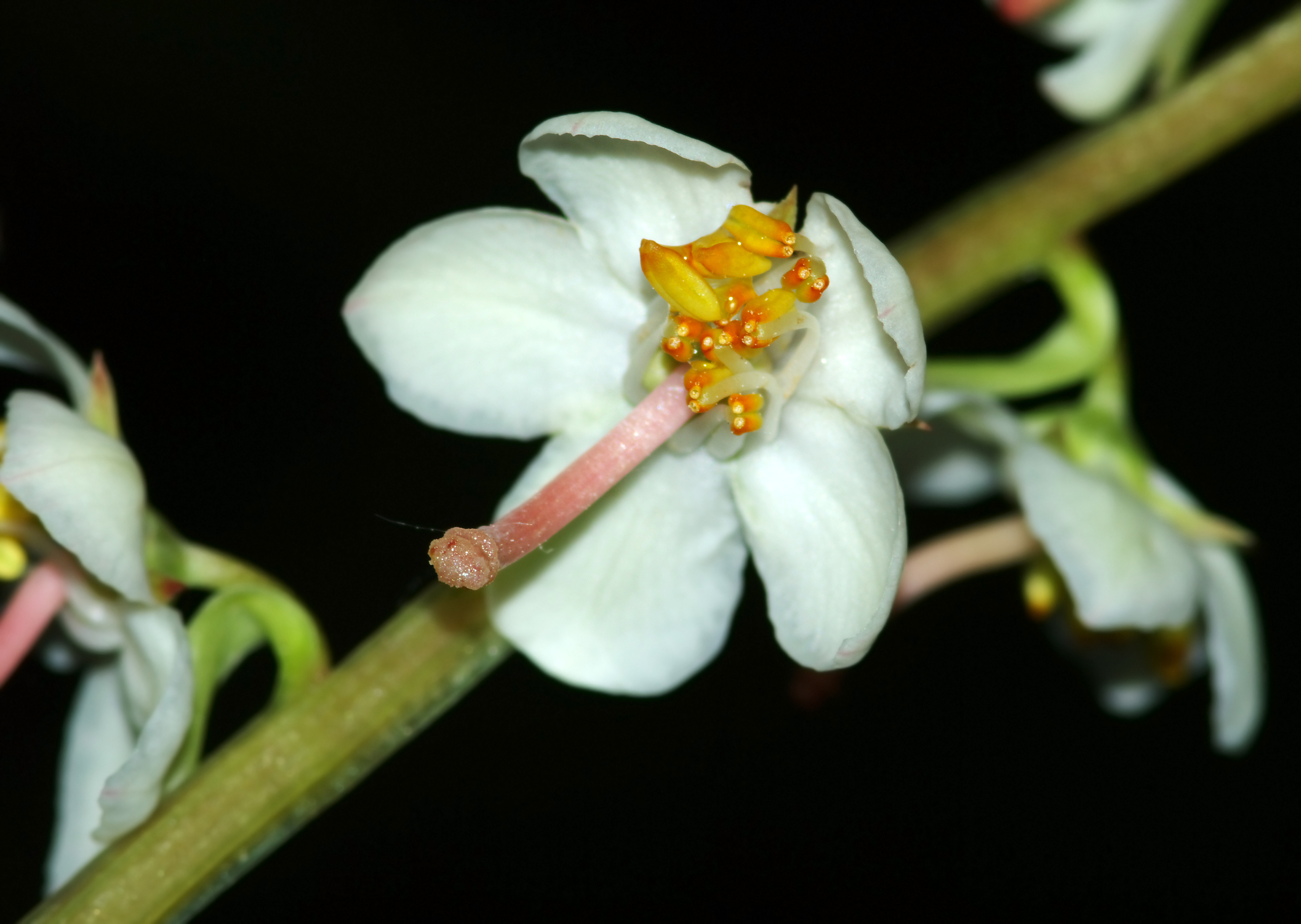
Friflikig blomma.

Klase.

Vitpyrola blir 2 – 4 dm hög.  Den blommar i juni och juli. Blommorna är vita och sitter i glesa klasar. Kronan på blomman är vidöppen (friflikig), och stiftet, som är böjt och rött, sticker längre ut än de tjocka kronbladen. Blomman har en svag, behaglig doft.
Bladen är rundade med en rundad eller njurlik bas och sitter i en rosett. Den smala långa stjälken har flera ganska breda fjäll.
Jordstammarna har långa, fjälliga utlöpare.
Fröhuset öppnar sig med en längdspricka, men hänger ihop i bägge ändar.
Vitpyrola behåller sin gröna färg året om.
Den har därför förr kallats vintergröna,  men det namnet är numera reserverat för Vinca minor, (vanlig) vintergröna och Vinca major, stor vintergröna.

## Habitat
Vitpyrola är vanlig överallt på jorden. I Sverige finns den i skogar i hela landet.

### Utbredningskartor
- Norden
- Norra halvklotet

#### Huvudarter

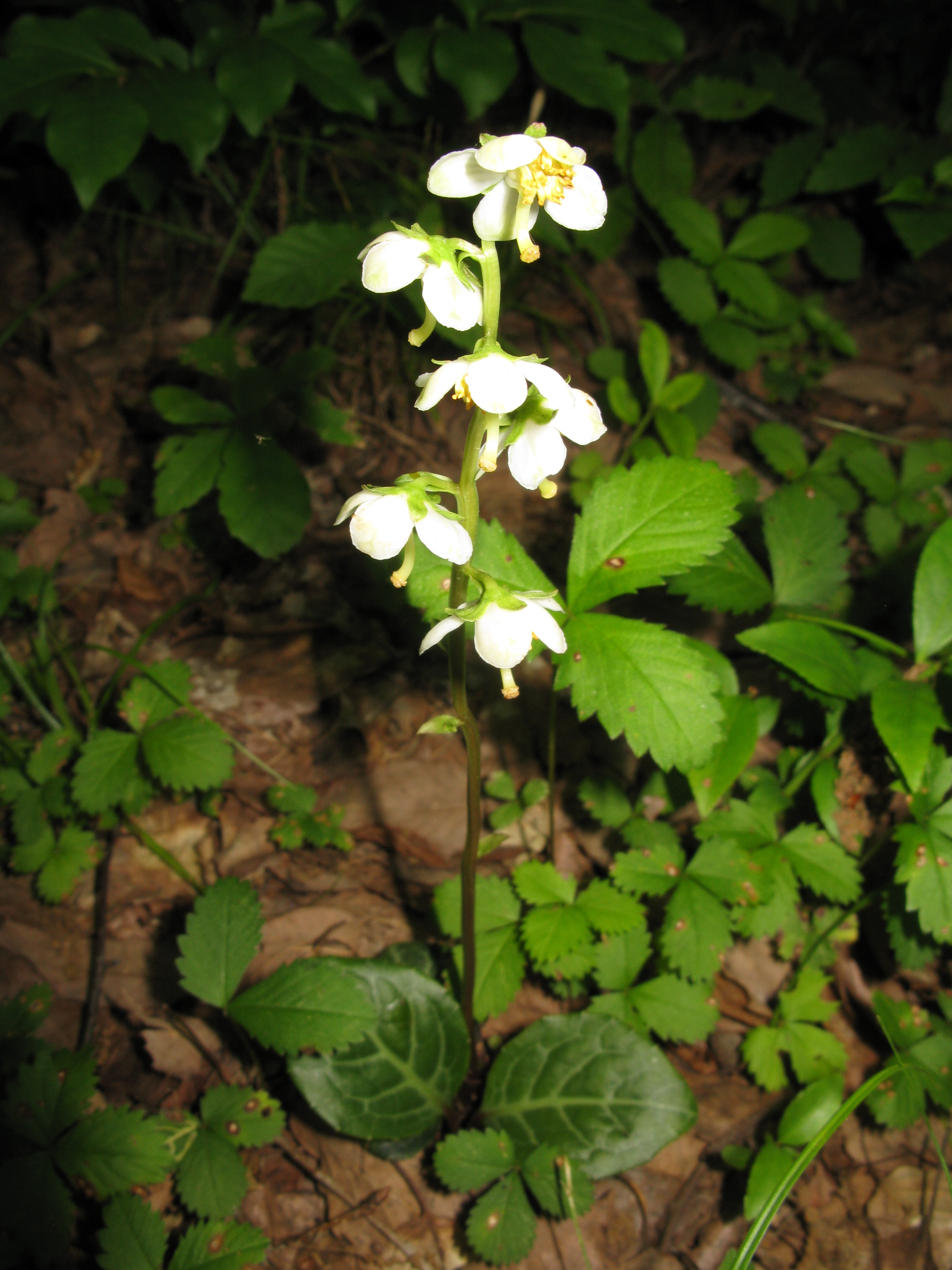
Pyrola japonica

- - Särredovisning för
P. rotundifolia ssp. rotundifolia
P. rotundifolia ssp. maritima (Kenyon) E.F.Warb,
P. rotundifolia var. americana
P.  japonica
Asiatiska arter
Rödblommande arter

#### P. rotundifoliassp,norvegica
- Norden
  - P. grandiflora ssp. norvegica (Knaben) Hämet-Athi, Norskpyrola på Hardangervidda upp till 1 400 m ö h

- Norra halvklotet
  - Särredovisning för
P. grandiflora
 P. norvegica,  introgression med P. rotundifolia

## Biotop
Växer företrädesvis på skuggiga ställen i barrskogar i lös förna, men ej sällan i lundar och inägor. I fjälltrakter dessutom på torra, öppna backar.

## Hybrider

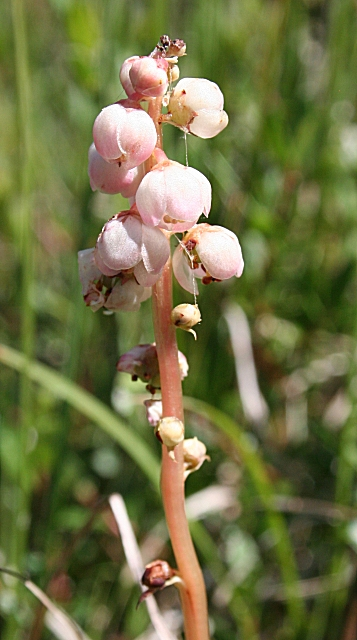
Klotpyrola.

Vitpyrola korsar sig ibland med klotpyrola (P. minor) och hybriden har fått namnet Pyrola × graebneriana.

## Etymologi
- Pyrola är troligen nylatin med inspiration från latin pirum = päron.[1]
- Rotundifolia betyder med runda blad och kommer av latin rotundus = rund och folium = blad.

## Bygdemål
| Namn       | Trakt              | Referens |
| ---------- | ------------------ | -------- |
| Saluklocka | Älvdalen (Dalarna) | [ 2 ]    |

## Bilder

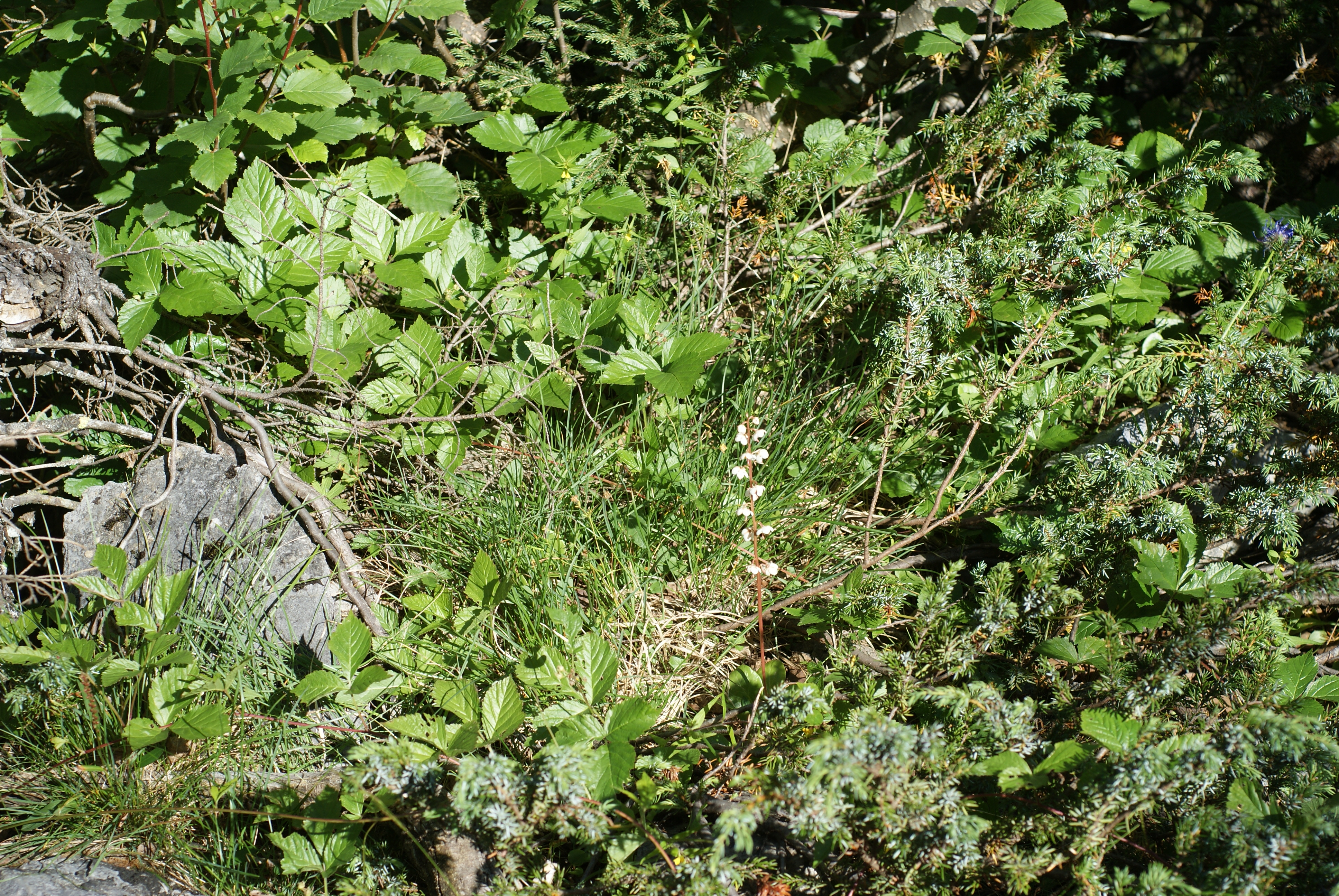
Så kan det se ut i skogen.
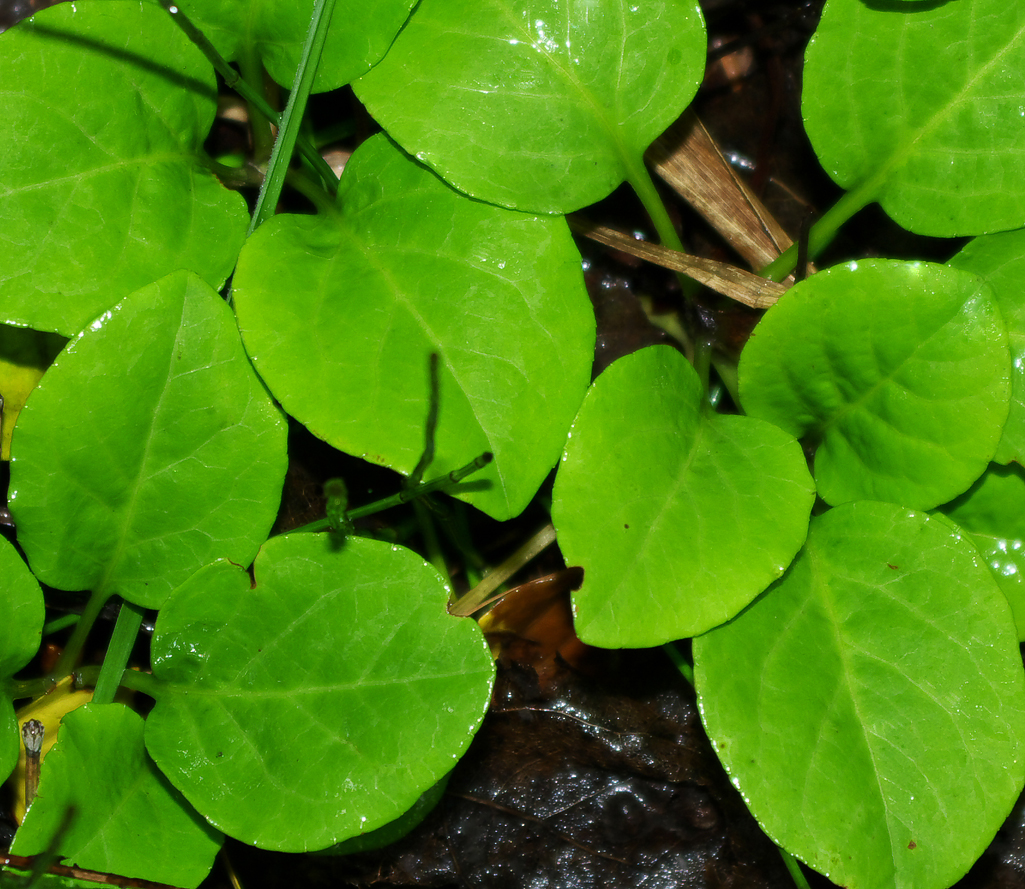
Blad.

## Källa
1. ↑  Merriam-Webster Dictionary: Pyrola
2. ↑  Ernst Rietz: Svenskt dialektlexikon, sida 556 , Gleerups, Lund 1862 -- 1867, faksimilutgåva Malmö 1962